# Ciukci
Ciukcii (rusă чукчи (plural), чукча (singular)) sunt un popor paleo-siberian ce viețuiește într-o zonă foarte întinsă și aproape nepopulată între Marea Bering și Marea Ciukotka, incluzând și peninsula Ciukci, în zona estică a Siberiei, în Ciukotka, Federația Rusă. Ei vorbesc limba Ciukci. Poporul Ciukci este originar de pe coasta Mării Ohotsk.

## Istorie
În preistorie ciukcii duceau un mod de existență nomadică având îndeletniciri de vânători-culegători. În prezent o bună parte din aceștia încă mai au astfel de stil de viață.
La începutul anilor 1920 Uniunea Sovietică a organizat populația locală în ferme colective deținute de stat, atât pentru creșterea renilor cât și pentru pescuit. Copii ciukci au fost încurajați să meargă la școală și să învețe limba rusă, astfel încât astăzi există un procentaj de aproape 100% de vorbitori de rusă în rândul ciukcilor.

## Cultură

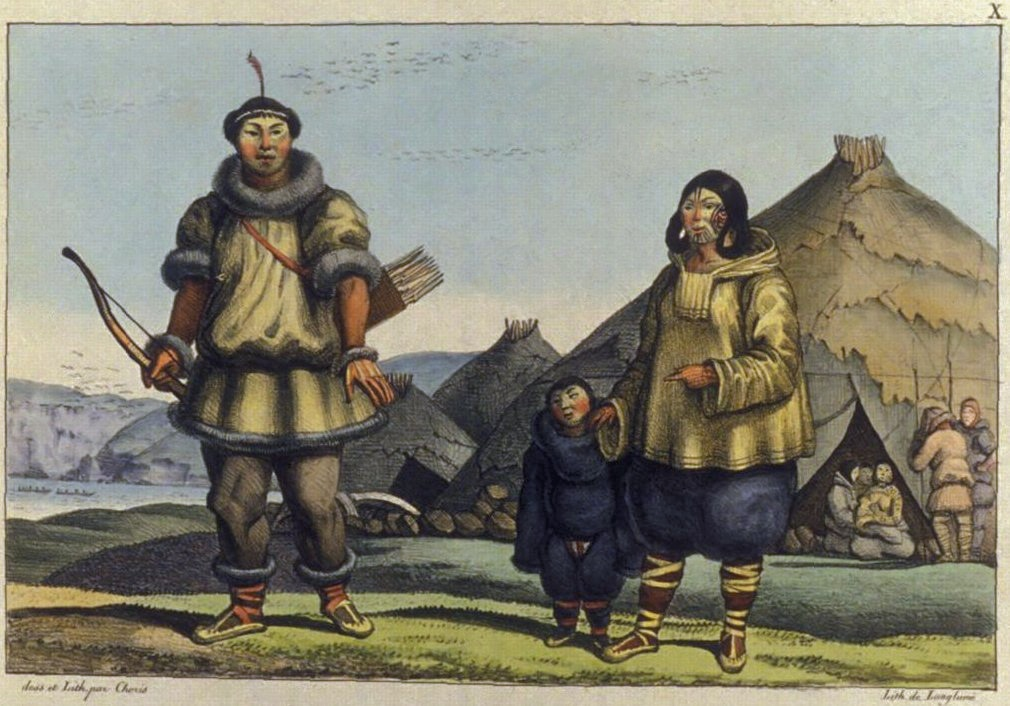
Tablou înfățisând o familie ciukci

Ciukcii sunt tradițional împărțiți în Ciukci maritimi, care s-au stabilit în zone de coastă și au ca principală îndeletnicire pescuitul și Ciukci crescători de reni, care sunt nomazi și se ocupă cu creșterea renilor în tundră. Denumirea rusească "Cukci" provine de la cuvântul Chauchu (bogat în reni) folosit de ciukcii crescători de reni pentru a se distinge de cei maritimi, numiți Anqallyt (oamenii mării). Denumirea indigenă pentru o persoană din acest grup etnic este Luoravetlan (literalmente persoană adevărată).
In religia ciukcilor, orice obiect, indiferent că este animal sau plantă, posedă un spirit ce poate fi benefic sau nu. Practicarea religiei ciukci a fost interzisă de Uniunea Sovietică în 1920.
După prăbușirea Uniunii Sovietice multe dintre fermele din zonă au fost abandonate, nivelul de trai scăzând considerabil. În ultimii ani mulți ciukci din zonele rulale au supraviețuit doar cu ajutoare umanitare.
Din punct de vedere fizic se aseamănă mult cu coreenii.
Datorită condițiilor climaterice vitrege, femeile ciukci au devenit bune confecționere de haine de iarnă, acestea fiind foarte eficace împotriva gerului specific acestei zone ale Pământului.

## Relațiile cu rușii
Rușii au avut primul contact cu ciukcii când au trecut Râul Kolâma (1643) și Râul Anadîr (1649).
Populația locală a fost ignorată de ruși timp de aproape 50 de ani deoarece erau ostili și nu doreau să participe la negoț. Luptele au început în jurul anului 1700 când rușii au început să opereze în Kamceatka și aveau nevoie ca negoțul să fie protejat. Prima temptativă de a-i cucerii pe ciukci a fost în 1701. Alte expediții de cucerire au fost organizare în 1708, 1709 și 1711 dar fără succes. Războiele din 1729 și 1744-1747 au fost purtate de ruși cu multă brutalitate, omorând femei și copii, pentru a-i descuraja pe ciukci însă nu s-a reușit cucerirea lor.
În 1762 rușii au adoptat o nouă politică față de ciukci. Costurile fortului de la Anadyrsk erau prea mari comparativ cu taxele colectate astfel încât acesta a fost abandonat definitiv în 1764. Ciukcii, nemaifiind provocați, au început să facă negoț în pace cu rușii. Pacea a fost din nou pusă în pericol în secolul 19 când vânătorii de balene au început să fie interesați de zona în care trăiau ciukcii.
Primii misionari ortodocși au venit în teritoriul ciukcilor în jurul anului 1815.